# Nenad Grozdić
Nenad Grozdić (cyr.: Ненад Гроздић, ur. 3 lutego 1974 w Kučevie) – serbski piłkarz występujący na pozycji pomocnika. Reprezentant Jugosławii. Trener piłkarski.

## Kariera klubowa
Grozdić karierę rozpoczynał w sezonie 1992/1993 w Zviždzie Kučevo. Następnie grał w Rudarze Kostolac, a 1995 roku został graczem pierwszoligowego Obilicia Belgrad. W sezonie 1997/1998 zdobył z nim mistrzostwo Jugosławii, a także dotarł do finału Pucharu Jugosławii. W kolejnym sezonie wraz z Obiliciem wywalczył wicemistrzostwo Jugosławii.
W 1999 roku Grozdić przeszedł do holenderskiego Vitesse. W Eredivisie zadebiutował 14 sierpnia 1999 w zremisowanym 1:1 meczu z SC Cambuur. W sezonie 1999/2000 zajął z Vitesse 4. miejsce w Eredivisie. W 2000 roku odszedł do francuskiego RC Lens, grającego w Division 1. W lidze tej pierwszy raz wystąpił 6 września 2000 w wygranym 1:0 spotkaniu z AJ Auxerre. W Lens Grozdić spędził sezon 2000/2001.
Następnie przeniósł się do hiszpańskiego Racingu de Ferrol z Segunda División, gdzie występował do końca sezonu 2001/2002. Potem został graczem serbskiego pierwszoligowca, FK Rad. Po jednym sezonie odszedł do Zviždu Kučevo, grającego w trzeciej lidze. Na początku 2004 roku przeszedł do tureckiego Bursasporu. W sezonie 2003/2004 spadł z nim z pierwszej ligi tureckiej do drugiej.
W 2005 roku Grozdić wyjechał do Austrii, gdzie grał w zespołach SC-ESV Parndorf 1919, SK Schwadorf, FC Pasching, SV Lackenbach oraz SC Süssenbrunn, a potem zakończył karierę.

## Kariera reprezentacyjna
W reprezentacji Jugosławii Grozdić zadebiutował 24 lutego 1998 w przegranym 1:3 towarzyskim meczu z Argentyną. W latach 1998–2000 w drużynie narodowej rozegrał 11 spotkań.